# Conceição (Ribeira Grande)
Conceição é uma freguesia portuguesa do município da Ribeira Grande, na ilha de São Miguel, Região Autónoma dos Açores,  com 12,74 km² de área e 2634 habitantes (censo de 2021). A sua densidade populacional é 206,8 hab./km².

## Demografia
A população registada nos censos foi:
| Distribuição da População por Grupos Etários | Distribuição da População por Grupos Etários | Distribuição da População por Grupos Etários | Distribuição da População por Grupos Etários | Distribuição da População por Grupos Etários |
| -------------------------------------------- | -------------------------------------------- | -------------------------------------------- | -------------------------------------------- | -------------------------------------------- |
| Ano                                          | 0-14 Anos                                    | 15-24 Anos                                   | 25-64 Anos                                   | > 65 Anos                                    |
| 2001                                         | 416                                          | 347                                          | 833                                          | 201                                          |
| 2011                                         | 457                                          | 350                                          | 1420                                         | 198                                          |
| 2021                                         | 454                                          | 329                                          | 1577                                         | 274                                          |